# Sous les pavés, la plage (film)
Pour les articles homonymes, voir Sous les pavés, la plage (homonymie).
Pour plus de détails, voir Fiche technique et Distribution.
Sous les pavés, la plage (Unter dem Pflaster ist der Strand) est un drame politique ainsi qu'un Frauenfilm ouest-allemand réalisé par Helma Sanders-Brahms et sorti en 1975.

## Synopsis
Le film aborde les suites des révoltes étudiantes de 1968 en Allemagne du point de vue de deux participants. Après avoir été enfermés par erreur dans les vestiaires, Grischa et Heinrich, deux acteurs de théâtre berlinois, font connaissance pendant la nuit. Lorsqu'ils se revoient quelques jours plus tard, ils font l'amour et Heinrich, trop confiant, souhaite avoir un enfant. Ils deviennent un couple.
Bien que des réformes de grande envergure aient été introduites depuis 1968, tous deux sont de plus en plus déçus après l'essoufflement des idéaux du mouvement de 1968 et cherchent de nouveaux objectifs. Après une nuit d'intenses débats sur le passé et l'avenir, ils se battent pour un nouveau projet de loi sur l'interruption volontaire de grossesse. Leur enthousiasme renouvelé ainsi que leur relation se compliquent cependant bientôt d'une grossesse inattendue.

## Fiche technique
- Titre français : Sous les pavés, la plage[1]
- Titre original allemand : Unter dem Pflaster ist der Strand
- Réalisation : Helma Sanders-Brahms
- Scénario :	Helma Sanders-Brahms, Suzanne Schiffman, Sylvie Ponsard
- Photographie :	Thomas Mauch
- Montage : Elfie Tillack
- Musique : Wolfgang Amadeus Mozart
- Production : Helma Sanders-Brahms, Eckart Stein
- Société de production : Helma Sanders-Brahms Filmproduktion
- Pays de production :  Allemagne de l'Ouest
- Langue originale : allemand
- Format : Couleurs - 1,66:1 - Son mono - 35 mm
- Durée : 103 minutes
- Genre : Drame politique
- Dates de sortie :
  - Allemagne de l'Ouest : 14 janvier 1975
  - France : 11 février 1976

## Distribution
- Grischa Huber (de) : Grischa
- Heinrich Giskes (de) : Heinrich
- Ursula von Berg
- Gesine Strempel (de)
- Traute Klier-Siebert
- Barbara Finkenstaedt
- Heinz Hoenig
- Günter Lampe (de)

## Accueil critique
Wendy Ellen Everett et Axel Goodbody, auteurs de l'ouvrage Revisiting Space: Space and Place in European Cinema, ont écrit qu'il « est devenu un film culte du mouvement féministe allemand ». L'actrice et l'acteur principaux du film ont remporté le Deutscher Filmpreis en 1975. et le critique du site Salon.com Andrew O'Hehir l'a estimé être l'un des meilleurs films de Sanders-Brahms. Le critique Stuart Henderson du site PopMatters a qualifié le film de « révélation » et de « film fascinant et important ». Le Philadelphia City Paper a déclaré que le film était un « film culte du mouvement féministe », notant qu'il est projeté dans les cinémas de répertoire, le qualifiant de « film d'intérêt vital encore aujourd'hui ».